# ريوتا إيشيكاوا
ريوتا إيشيكاوا (باليابانية: 石川 隆汰) (مواليد 15 فبراير 1999)، هو لاعب كرة قدم سابق كان يلعب كمهاجم.

## وصلات خارجية
- ريوتا إيشيكاوا على موقع رابطة كرة القدم اليابانية للمحترفين (اليابانية)
- ريوتا إيشيكاوا على موقع قاعدة بيانات كرة القدم.إي يو (الإنجليزية)
- ريوتا إيشيكاوا على موقع Soccerway.com (الإنجليزية)